# Malö

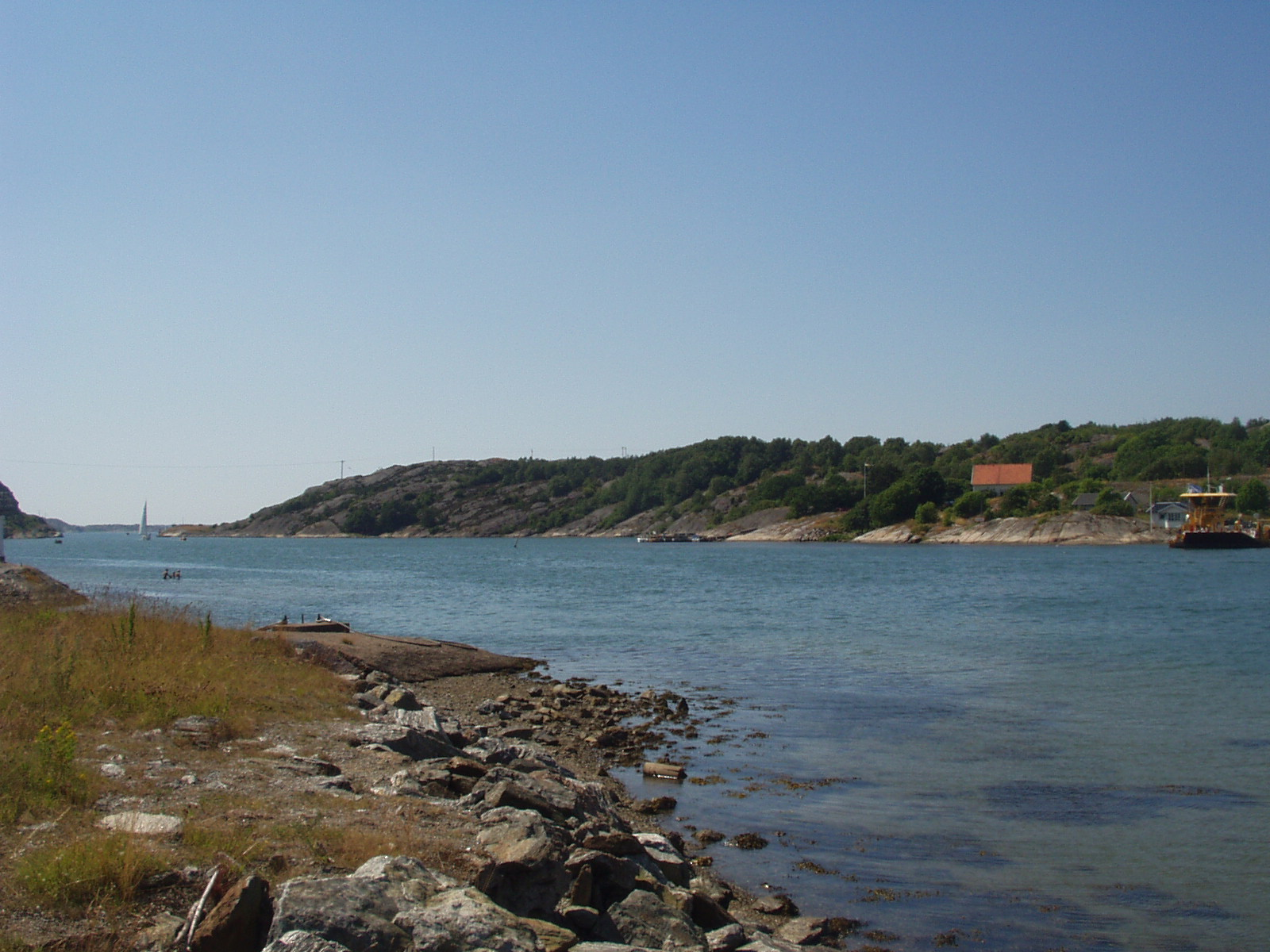
Malö sedd från Fröjdendals färjeläge på Orust, vid Malö strömmar.

Malö är en ö i Morlanda församling i Orusts kommun. Landarealen är 122 hektar och invånarantalet 35 (2012).[källa behövs]
Färjeförbindelsen Malöleden mellan Malö och Orust går över Malö strömmar. Färjan har funnits sedan 1957. Viss åkermark finns på södra delen av ön, med den består i övrigt uteslutande av berg. Fritidshusbebyggelsen är omfattande och sommartid mångdubblas befolkningen.
Malö har blivit riksbekant genom Evert Taubes visor om trakten, varav Maj på Malö är en av de allra mest kända.
Sedan 1957 är Malö förenad med Flatön via en bro.
Jordbruk och fiske har dominerat näringarna på Malö. Det finns flera bevarade 1700-talshus på ön. Efter en kulmen under 1800-talet då varv och rederiverksamhet bedrevs på ön har befolkningen minskat. År 1957 hade Malö 53 innevånare, men efter andra världskriget minskade befolkningen snabbt. År 1970 bodde 8 personer på ön, varpå befolkningen därefter ökade igen. År 1995 fanns 32 fastboende på ön.